# Chorizagrotis mercenaria
Chorizagrotis mercenaria är en fjärilsart som beskrevs av Augustus Radcliffe Grote 1878. Chorizagrotis mercenaria ingår i släktet Chorizagrotis och familjen nattflyn. Inga underarter finns listade i Catalogue of Life.